# Théo Clesse
Théo Clesse (ou Théo Clesse Piron, 1879-1943) est un artiste belge, peintre paysagiste. Il travaille dans les ateliers du Rouge-Cloître à Auderghem.
En 1918, il expose dans la salle Raphaël à Bruxelles ; la presse est alors élogieuse : Il y a quelque chose de fantastique et de poétique dans ses paysages.